# 新所沢パルコ
新所沢PARCO（しんところざわパルコ）は、埼玉県所沢市緑町に所在する、J.フロント リテイリング傘下の株式会社パルコが運営していたファッションビル。西武新宿線新所沢駅西口に位置していた。

## 概要
新所沢への出店は、1975年に関係者を通じて打診があったが、パルコとしても将来の首都圏郊外地域の人口増に伴い、本格的な郊外型店舗対策が必要とされること、また1971年に新所沢に西友が出店していたり、所沢駅前に計画の再開発ビル「ワルツ所沢」にも西武百貨店の出店計画があったことから、セゾングループのイメージからも相乗効果が期待できるとして、1976年には出店が決定された。
新所沢PARCOは、パルコにとって初の本格的な郊外大型店であり、その立地特性、居住者特性からニューファミリーに主力顧客層が設定され、物販施設、文化的施設、情報発信機能を兼ね備えた総合生活センターとして店舗を構築することになった。具体的には、従来の衣料品中心のテナント構成から、衣料品、食品、住宅インテリアまで含めた幅広いテナント構成となり、都心部のような嗜好性の強い商品では来店客数や来客頻度の増加が見込まれないとの予測から、日常性の強い食品、日用雑貨分野の強化が図られた。また、広域商圏から集客や店舗滞留時間の延長を目的として、映画館、レジャー施設、レストランなど各種サービス機能の設置が行われた。
店舗設計上、新所沢PARCOは「PARCO館」と「Let's館」との2棟体制となった。PARCO館には、従来の婦人ファッションを中心としたテナントを集積し、Let's館には郊外生活者の多様なライフスタイルに対応するティーンズファッション、リビング雑貨、ブックセンター、ホビー用品、映画館など、従来のパルコにはない新しい分野のテナントが集積された。PARCO館とLet's館の間には、カナダのイートンセンターを模して、半円形のガラス屋根（ガレリアドーム）が設置され、公共空間の演出がなされた。地下フロアには食品売場が設けられたが、これは郊外生活者の日常生活への対応という視点で設けられたもので、パルコとしては初の試みとなった。面積が6万m2あり、開業当時の郊外小売店舗としては最大規模を誇っていた。。
隣駅の所沢駅前には、セゾングループの中核であった西武百貨店所沢店や、西友所沢駅前店も出店し、西武鉄道の本拠地であるため旧セゾングループ及び西武グループ総出の体制となっていた。

### 閉店
J.フロント リテイリングは、所沢駅周辺や郊外での競合店の増床や新規開業、所沢駅周辺で進められている大規模再開発の影響や、開業後37年を経過した施設の老朽化などを理由に、新所沢PARCOを2024年2月29日をもって閉店した。西武新宿線・西武池袋線沿線に出店するパルコの郊外型店舗は、新所沢PARCOが閉店したため、ひばりが丘PARCO（東京都西東京市）の1店だけとなった。
所沢駅周辺では、「ワルツ所沢」に出店する西武百貨店所沢店が2019年11月14日に西武所沢S.C.としてリニューアルオープン。2018年から2020年にかけては、駅ビル「グランエミオ所沢」、2024年9月24日には、駅西口の西武所沢車両工場跡地に「エミテラス所沢」もオープンした。こうした商圏内での競争激化を受け、選択と集中によるグループ全体の持続的成長のため、親会社のJ.フロント リテイリングは新所沢パルコの撤退を決定した。
跡地には、商業施設とマンションが建設され、市の子育て支援施設も設置される予定。開発はヤオコー、長谷工コーポレーション、大栄不動産の3者で進め、2030年3月までの完成を目指す。

## 沿革
- 1983年（昭和58年）6月23日 - 開業[3]。
- 2016年（平成28年）
  - 4月28日 - 漫画『翔んで埼玉』とのコラボレーション企画「翔んで新所沢パルコ」を開催[25]。
  - 5月3日 - コラボレーション企画の目玉として、魔夜峰央のトークショーとサイン会を開催[25]。
- 2024年（令和6年）2月29日 - 閉店[1][2]。

## 店内構成

### PARCO館
- 地下1階 - パルコフードテラス[9]
  - カルディコーヒーファーム[9]
  - コクミン（ドラッグストア）[9]
  - サーティワンアイスクリーム[9]
  - ニュー・クイック（精肉店）[9]
  - キッチンランド（食品スーパー）[9]
  - 魚耕(鮮魚店)
  - フレッシュ大東(青果店)
  - はなや(惣菜店)
  - 新宿さぼてん（とんかつテイクアウト）[9]

- - 自然食品店[9]
  - 洋服お直し、靴・鞄修理、スマートフォン修理[9]
  - セブン銀行ATM[9]
- 1階 - ファッション&バラエティ[9]
  - インフォメーションカウンター[9]
  - アースミュージックアンドエコロジー ナチュラルストア[9]
  - ORIHICA[9]
  - コムサイズム[9]
  - タカキュー[9]
  - その他婦人服、雑貨、アクセサリー[9]
  - 腕時計、メガネ、クリーニング[9]
  - QBハウス 新所沢パルコ店[9]
  - ロッテリア 新所沢パルコ店[9][26]
- 2階 - レディスファッション&グッズ[9]
  - ユニクロ[9]
  - ハニーズ[9]
  - ハウス オブ ローゼ[9]
  - マリークワント（化粧品）[9]
  - チュチュアンナ（靴下、ランジェリー）[9]
  - その他婦人服、化粧品、呉服店[9]
  - Zoff[9]
  - 整体、リラクゼーションサロン[9]
- 3階 - ファミリー/インテリア&リビンググッズ[9]
  - ニトリ デコホーム[9]
  - ライトオン[9]
- 4階 - カルチャースクール/ライフスタイル[9]
  - キャンドゥ[9]
  - 新所沢カルチャーセンター[9]
  - フォトスタジオ、パソコン教室、幼児教室[9]
- 5階 - フィットネス ビューティ&スクール[9]
  - エステティックサロン、メンズエステ[9]
  - フィットネスジム、個別指導塾[9]
- 屋上階 - スポーツ[9]
  - フットサルコート[9]

### Let's館
- 地下1階 - サウンド&バラエティグッズ/ライフスタイル[9]
  - ノジマ[9]
  - 島村楽器[9]
  - バンダレコード[9]
  - 証明写真自動撮影機[9]
- 1階 - ファッション&レストラン[9]
  - ABCマート[9]
  - ベーカリー&カフェ アンデルセン[9]
  - スターバックスコーヒー[9]
  - ふらんす亭[9]
  - おかしのまちおか[9]
  - ソフトバンク・ワイモバイル[9]
  - 生花店[9]
- 2階 - インテリア&リビンググッズ/ファミリーウェア[9]
  - 無印良品[9]
  - 西松屋[9]
  - 西川スリープスクエア（寝具店）[9]
  - 吉祥寺菊屋（食器、雑貨）[9]
  - 婦人服、雑貨、オーダースーツ[9]
  - ESQUISSE[9]
  - インテリエ
  - ヘアカラー専門店[9]
- 3階 - カルチャー&スポーツ[9]
  - パルコブックセンター[9]
  - パルコセゾンカウンター[9]
  - 世界堂[9]
  - JTB[9]
  - ムラサキスポーツ[9]
  - ほけんの窓口[9]
  - 手芸用品、印鑑[9]
- 4階 - 映画館[9]
  - 新所沢レッツシネパーク[9][27]。パルコ直営で開館するが、1993年に東京テアトルに移管。3スクリーンで市内唯一の映画館だった。

## アクセス
- 西武新宿線新所沢駅西口駅前[4]
- 駐車場（地下駐車場・提携駐車場）：有料[4]
- 駐輪場（施設内駐輪場・市営駐輪場・提携駐輪場）：有料[4]